# Cryptotermes cavifrons
Cryptotermes cavifrons är en termitart som beskrevs av Banks 1906. Cryptotermes cavifrons ingår i släktet Cryptotermes och familjen Kalotermitidae. Inga underarter finns listade i Catalogue of Life.